# Еймоу (Індіана)
Еймоу (англ. Amo) — місто (англ. town) в США, в окрузі Гендрікс штату Індіана. Населення — 408 осіб (2020).

## Географія
Еймоу розташований за координатами 39°41′20″ пн. ш. 86°36′45″ зх. д. / 39.68889° пн. ш. 86.61250° зх. д. (39.688840, -86.612486).  За даними Бюро перепису населення США в 2010 році місто мало площу 1,64 км², уся площа — суходіл.

## Демографія
Згідно з переписом 2010 року, у місті мешкала 401 особа в 141 домогосподарстві у складі 110 родин. Густота населення становила 245 осіб/км².  Було 150 помешкань (92/км²).
Расовий склад населення:
| - 98,8 % — білих - 1,0 % — корінних американців |

До двох чи більше рас належало 0,2 %. Частка іспаномовних становила 0,2 % від усіх жителів.
За віковим діапазоном населення розподілялося таким чином: 29,2 % — особи молодші 18 років, 54,8 % — особи у віці 18—64 років, 16,0 % — особи у віці 65 років та старші. Медіана віку мешканця становила 38,3 року. На 100 осіб жіночої статі у місті припадало 99,5 чоловіків;  на 100 жінок у віці від 18 років та старших — 97,2 чоловіків також старших 18 років.
Середній дохід на одне домашнє господарство  становив 62 876 доларів США (медіана — 52 500), а середній дохід на одну сім'ю — 65 990 доларів (медіана — 56 750). За межею бідності перебувало 9,8 % осіб, у тому числі 15,9 % дітей у віці до 18 років та 2,6 % осіб у віці 65 років та старших.
Цивільне працевлаштоване населення становило 263 особи. Основні галузі зайнятості: транспорт — 16,0 %, освіта, охорона здоров'я та соціальна допомога — 14,4 %, виробництво — 11,4 %, будівництво — 11,4 %.